# Плави гранат
„Плави гранат” (енгл. The Adventure of the Blue Carbuncle) је једна од 56 приповедака о Шерлоку Холмсу које је написао Артур Конан Дојл и седма је прича у Авантурама Шерлока Холмса. Објављена је у часопису The Strand Magazine у јануару 1892. године.

## Радња
Док се Лондон припрема за Божић, новине извештавају о крађи готово непроцењивог драгог камена, „Плавог граната”, из хотелског апартмана грофице од Моркара. Џон Хорнер, хотелски послужитељ и раније осуђивани преступник, убрзо бива ухапшен због крађе. Хорнер тврди да је невин, али његов досије и присуство у грофичиној соби у којој је поправљао камин су све што је потребно полицији.
Одмах после Божића, Вотсон посећује Холмса у Улици Бејкер 221б. Налази га како размишља о похабаном старом шеширу који му је донео портир Питерсон. И шешир и божићну гуску испустио је човек током сукоба са неким уличним грубијанима. Питерсон је тражио Холмсову помоћ у враћању предмета њиховом власнику, али иако гуска носи етикету са именом Хенри Бејкер, мало је наде да ће пронаћи овог човека јер је то име уобичајено у Лондону. Питерсон носи гуску кући за вечеру, а Холмс задржава шешир да би га проучио као интелектуалну вежбу.
Питерсон се враћа узбуђен, носећи Плави гранат, говорећи да је пронашао драгуљ у вољки гуске (ово је грешка Kонана Дојла, јер гуске немају вољку). Идентитет Хенрија Бејкера сада има много већи значај, па Холмс помно проучава шешир и његово стање, закључујући Бејкерове године, друштвени положај, интелект и породични статус. Kада се Бејкер појави као одговор на оглас које је Холмс поставио у лондонским новинама, Холмсови закључци се показују као тачни. Холмс даје Бејкеру нову гуску. Са задовољством прихватајући заменску птицу, Бејкер одбија да узме изнутрице своје првобитне птице, убеђујући Холмса да није знао ништа о драгуљу. Међутим, он пружа драгоцене информације да је гуску купио у Алфа Ину, пабу у близини његовог радног места, Британског музеја.
Холмс и Вотсон посећују Алфа Ин. Власник их обавештава да је гуска купљена од продавца у Kовент Гардену. Тамо се трговац по имену Брекинриџ наљути на Холмса и одбија да помогне. Жали се на узнемиравање које је трпео због гусака које су недавно продате газди Алфа Ина. Холмс, схватајући да он није једини свестан везе драгуља са гуском, превари гневног Брекинриџа да открије да је птицу обезбедила госпођа Оукшот из Брикстона. Пут у Брикстон се показује непотребним када се појави други Брекинриџов „узнемиравач”. Он је Џејмс Рајдер, главни службеник у хотелу где је украден гранат.
Холмс и Вотсон позивају Рајдера назад у Улицу Бејкер, говорећи Рајдеру да знају да тражи гуску са црном траком на репу. Под притиском Холмса, Рајдер каже да су он и његова саучесница Kетрин Kјузак, грофичина слушкиња, успели да подметну Хорнеру, знајући да би Хорнерова криминална прошлост могла да га учини лаким жртвеним јарцем. Током посете својој сестри − госпођи Оукшот − Рајдер је дошао на идеју да сакрије драгуљ тако што је њиме нахранио једну од гусака које гаји његова сестра, од којих му је једна била обећана као поклон. Нажалост, Рајдер је побркао своју гуску са другом, узевши погрешну птицу. Док је схватио своју грешку, остале гуске су већ биле продате. Рајдер је покушао да прати траг, али није стигао даље од Брекинриџа.
Холмс одлучује да не пријави Рајдера полицији. Он закључује да ће хапшење напаћеног човека само учинити још чвршћим криминалцем. Рајдер бежи, а Хорнер може очекивати да ће бити ослобођен јер ће се случај против њега одбацити без Рајдеровог лажног сведочења.

## Историја објављивања
„Плави гранат” први пут је објављен у британском часопису The Strand Magazine у јануару 1892. године, док је у Сједињеним Државама објављен у америчкој верзији овог часописа месец дана касније. Прича је објављена са десет илустрација Сиднија Паџета у истом часопису. Ова приповетка је укључена у збирку кратких прича Авантуре Шерлока Холмса, која је објављена у октобру 1892. године.

## Адаптације

### Филм и телевизија
Кратки неми филм заснован на овој причи објављен је 1923. године као део филмског серијала у којем је Еје Норвуд глумио Шерлока Холмса.
Питер Кушинг је тумачио Шерлока Холмса у BBC-овој серији из 1968. године. „Плави гранат” је једна од само шест преживелих епизода.
Алгимантас Масиулис је играо Шерлока Холмса у телевизијској филмској адаптацији студија Belarusfilm (1979).
Године 1984. прича је била тема једне епизоде ТВ серије Шерлок Холмс у режији Дејвида Карсона, са Џеремијем Бретом у главној улози.
Анимирана телевизијска серија Шерлок Холмс у 22. веку адаптирала је ову причу, заменивши гуску са плавом плишаном играчком под називом „Гранат”, а драгуљ са микропроцесором.

### Радио и аудио драме
Едит Мејзер је адаптирала ову приповетку као епизоду радио-серије Авантуре Шерлока Холмса. Епизода је емитована 28. децембра 1932. (са Ричардом Гордоном као Шерлоком Холмсом и Лијем Ловелом као др Вотсоном). Мејзерова је такође адаптирала причу за радио серију Нове авантуре Шерлока Холмса као епизоду која је емитована 4. јануара 1940 (са Бејзилом Ратбоном као Холмсом и Најџелом Брусом као Вотсоном). Још једна епизода адаптирана из приче емитована је 25. децембра 1944. године (поново су се у главним улогама нашли Ратбон и Брус, а Ерик Сноуден је глумио Питерсона). Адаптација коју је написао Хауард Мерил емитована је 26. децембра 1948. године (са Џоном Стенлијем као Холмсом и Венделом Холмсом као Вотсоном).
Радио драматизација коју је адаптирао Феликс Фелтон емитована је на станици BBC Home Service 10. децембра 1952, као део радио серије из 1952–1969. у којој су глумили Карлтон Хобс као Холмс и Норман Шели као Вотсон. Друге адаптације приче у истој серији емитоване су на станици BBC Home Service 25. октобра 1957. и на BBC Light програму 29. децембра 1961. године (адаптирао Мајкл Хардвик).
У адаптацији BBC-ја из 1954. глумили су Џон Гилгуд као Холмс и Ралф Ричардсон као Вотсон. Продукција је први пут емитована на BBC Light програму 14. децембра 1954. године, а такође је емитована на NBC радију 13. марта 1955. године.
Аудио драма заснована на причи објављена је 1970. на LP плочи, као једна од неколико драма у којима глуме Роберт Харди као Холмс и Најџел Сток као Вотсон. Драматизовали су је и продуцирали Мајкл Хардвик (који је адаптирао радио адаптацију из 1961) и Моли Хардвик.
„Плави гранат” је адаптиран као епизода радио драме CBS Radio Mystery Theater у којој се појављују Кевин Макарти као Шерлок Холмс и Корт Бенсон као др Вотсон. Епизода је први пут емитована 25. јула 1977. године.
Радијска продукција коју је адаптирао Бил Морисон емитована је 23. јула 1978. године, са Баријем Фостером као Холмсом и Дејвидом Баком као Вотсоном, као једна од 13 прича о Холмсу прилагођених за BBC Radio 4.
Радио адаптација BBC-ја емитована је 2. јануара 1991. као део радио серије из 1989–1998. у којој су глумили Клајв Мерисон као Холмс и Мајкл Вилијамс као Вотсон. Епизоду је адаптирао Берт Кулс, а у њој су се појавили Питер Блајт као Џејмс Рајдер, Бен Онвукве као Џон Хорнер и Кристофер Гуд као Питерсон.
Једна епизода радио-серије Класичне авантуре Шерлока Холмса адаптирана је из ове приче. У главним улогама су се појавили Џон Патрик Лоури као Холмс и Лоренс Алберт као Вотсон, а епизода је емитована 28. децембра 2008. године.